# 埃斯蒂普伊
埃斯蒂普伊（法語：Estipouy，法語發音：[ɛstipwi]）是法国热尔省的一个市镇，属于米朗德区。

## 地理
埃斯蒂普伊（43°32'59"N, 0°22'48"E）面积11.69 平方千米，位于法国奧克西塔尼大區热尔省，该省份为法国西南部内陆省份，北起顺时针与洛特-加龙省、塔恩-加龙省、上加龙省、上比利牛斯省、大西洋比利牛斯省和朗德省接壤。
与埃斯蒂普伊接壤的市镇（或旧市镇、城区）包括：利勒德诺埃、米朗德、蒙泰斯基乌、穆谢斯。

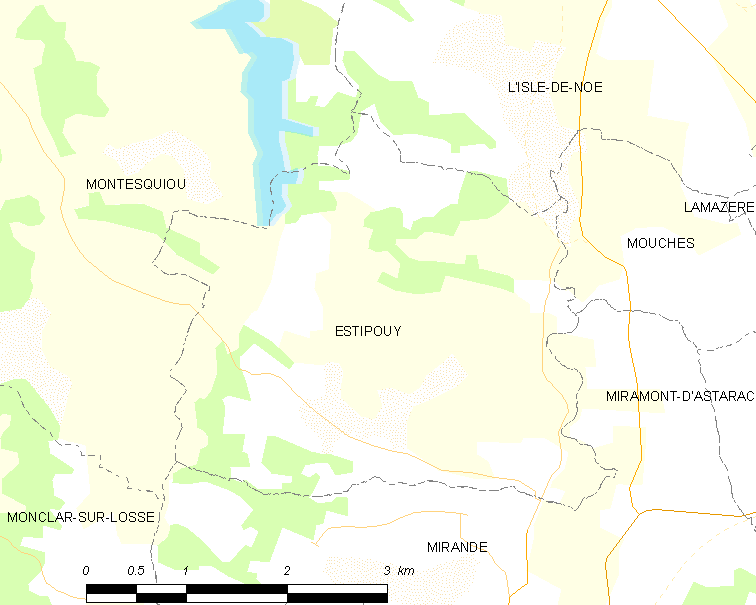
埃斯蒂普伊的OSM定位图

埃斯蒂普伊的时区为UTC+01:00、UTC+02:00（夏令时）。

## 行政
埃斯蒂普伊的邮政编码为32300，INSEE市镇编码为32128。

## 政治
埃斯蒂普伊所属的省级选区为帕尔迪亚克-下河县。

## 人口

1962-2008年间埃斯蒂普伊人口变化图示

埃斯蒂普伊于2022年1月1日时的人口数量为206人。